# 3,7-cm-Infanteriegeschütz M.15
Das 3,7-cm-Infanteriegeschütz M.15 war ein Infanteriegeschütz Österreich-Ungarns, welches im Ersten Weltkrieg zum Einsatz kam.

## Geschichte
Als sich 1914 der Erste Weltkrieg an der Westfront zusehends in einen Stellungskrieg umwandelte, begann Österreich-Ungarn mit der Entwicklung spezieller Geschütze, welche an die Besonderheiten des Grabenkrieges angepasst wurden. Die Infanterie stand sich oftmals in gut geschützten Schützengräben gegenüber, welche durch Maschinengewehre mit ineinandergreifenden Schussfeldern gesichert wurden. Diese Maschinengewehrstellungen konnten aus Sandsäcken, Holz, Wellblech oder Beton bestehen und wurden oftmals mit Überkopfschuss-Schutzanlagen gebaut. Bei einem Angriff aus dem Niemandsland konnte die Infanterie diese Stellungen oftmals nicht ausmachen, da es nur kleine und schmale Öffnungen für den Lauf des Maschinengewehres gab. Somit musste die Infanterie diese Stellungen unter eigenem Beschuss angreifen, was oftmals zu verheerenden Verlusten unter den eigenen Truppen führte.
Aus diesem Grund experimentierten die Sturmtruppen mit Mörsern, Gewehrgranaten und kleineren Gebirgsgeschützen, um eine Lösung bei einem Angriff zu finden. Hierbei stellte sich jedoch heraus, dass eine Stürmung und Eroberung dieser Stellungen nur mithilfe der Artillerie zu bewältigen war. Zwar zeigten Tests mit der 7,5-cm-Gebirgs-Kanone M.15 oder dem 7,58-cm-Minenwerfer vielversprechende Ergebnisse, jedoch waren die Geschütze für das unwegsame Gelände zu schwer.
Aus diesem Grund entwickelte die österreich-ungarische Armee ein Geschütz, welches auf der 3,7-cm-Gebirgskanone M.13 basierte. Dieses erhielt die Bezeichnung 3.7 cm Infanteriegeschütz M.15 und wurde recht schnell sehr erfolgreich eingesetzt. Auf der Grundlage dieses Infanteriegeschützes, führten andere Nationen ähnliche Geschütze ein. So entwickelte und nutzte Frankreich das 3,7-cm-Infanteriegeschütz Mle 1916 TRP, Russland das 3,7-cm-Grabengeschütz M1915 und das deutsche Kaiserreich die Tankabwehrkanone.
Zwar war das Kaliber mit 3,7-cm recht gering, doch glich das Infanteriegeschütz M.15 dies durch die hohe Präzision wieder aus. Auch war das geringe Gewicht des Geschützes für einen schnellen Transport bei Angriffen hervorragend geeignet.

## Produktion
Im November 1915 stellte Škoda die ersten Prototypen her. Im folgenden Jahr 1916 wurden von Škoda und ČKD weitere 1.000 Geschützte produziert und an die Front geliefert.
Als die italienische Armee die ersten Geschütze erbeutete, wurden diese umgehend an die eigenen Truppen in den Alpen übergeben. Einige Modelle wurden kopiert und von Arsenal Regio Esercito di Turin (ARET), Arsenal Regio Esercito di Napoli (AREN) und von der privaten Firma F.lli Marzoli aus Palazzolo sull’Oglio nachgebaut. Diese liefen unter der Bezeichnung Cannone da 37F und ab 1930 unter Cannone da 37/10 F. Mod. 15.

## Technische Beschreibung

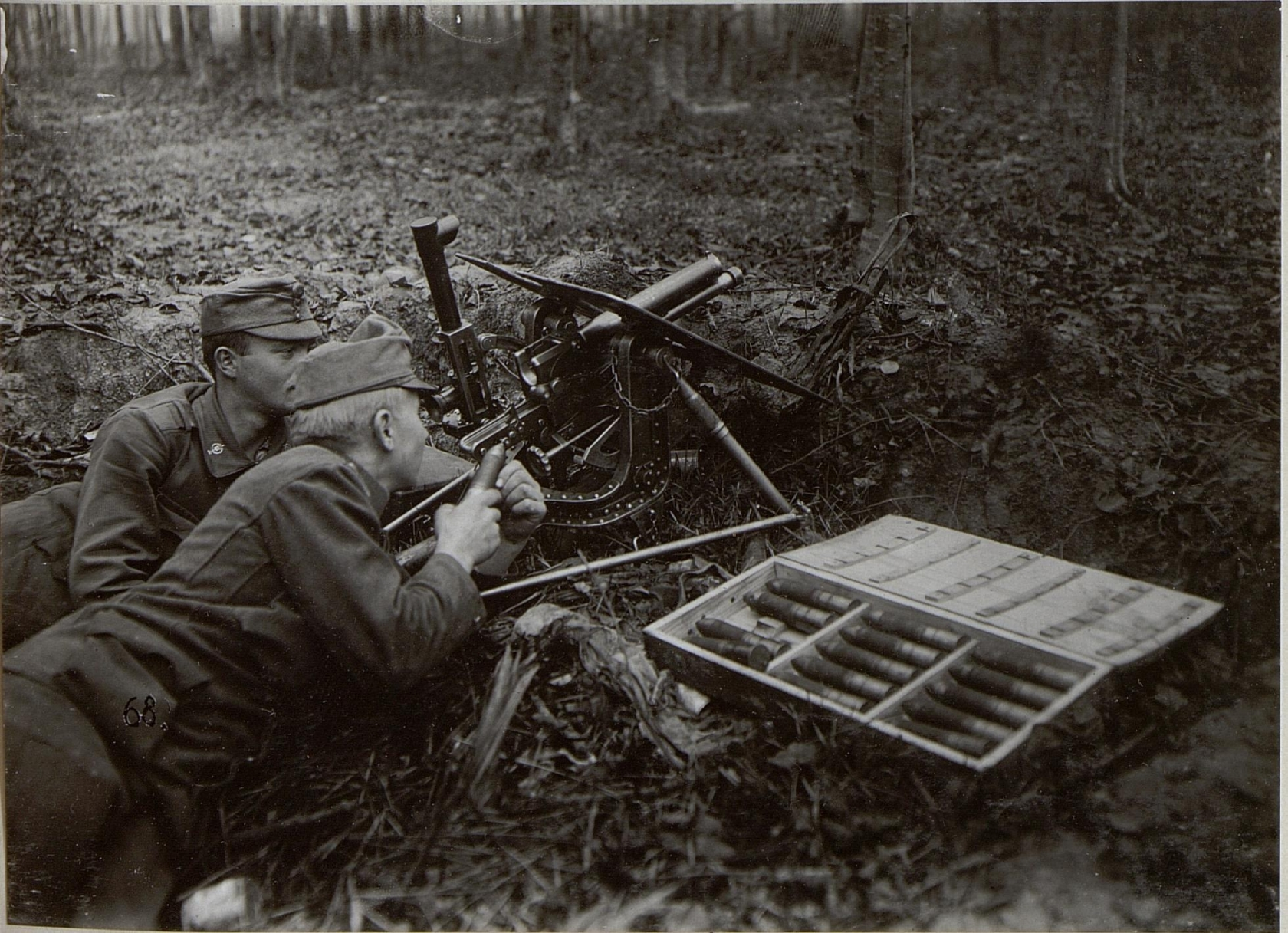
3,7-cm-Infanteriegeschütz M.15 mit Schild

Das Infanteriegeschütz bestand aus drei Teilen, dem Lauf, der Wiege und dem Gestell. Der Lauf bestand aus Stahl und hatte zwölf nach links verlaufende Züge und einen vertikalen Gleitblockverschluss. Unter dem Geschützrohr befanden sich ein hydraulisches Rückstoßsystem, ein Handrad für die Höheneinstellung und die Zielerfassung über ein Periskop.
Die Munition hatte ein Kaliber von 37 × 57 mm und es konnten hochexplosive Geschosse, Schrapnelle und Leuchtspurgeschosse verschießen. Die Munition wurde in Holzkisten mit je 15 Patronen verpackt.

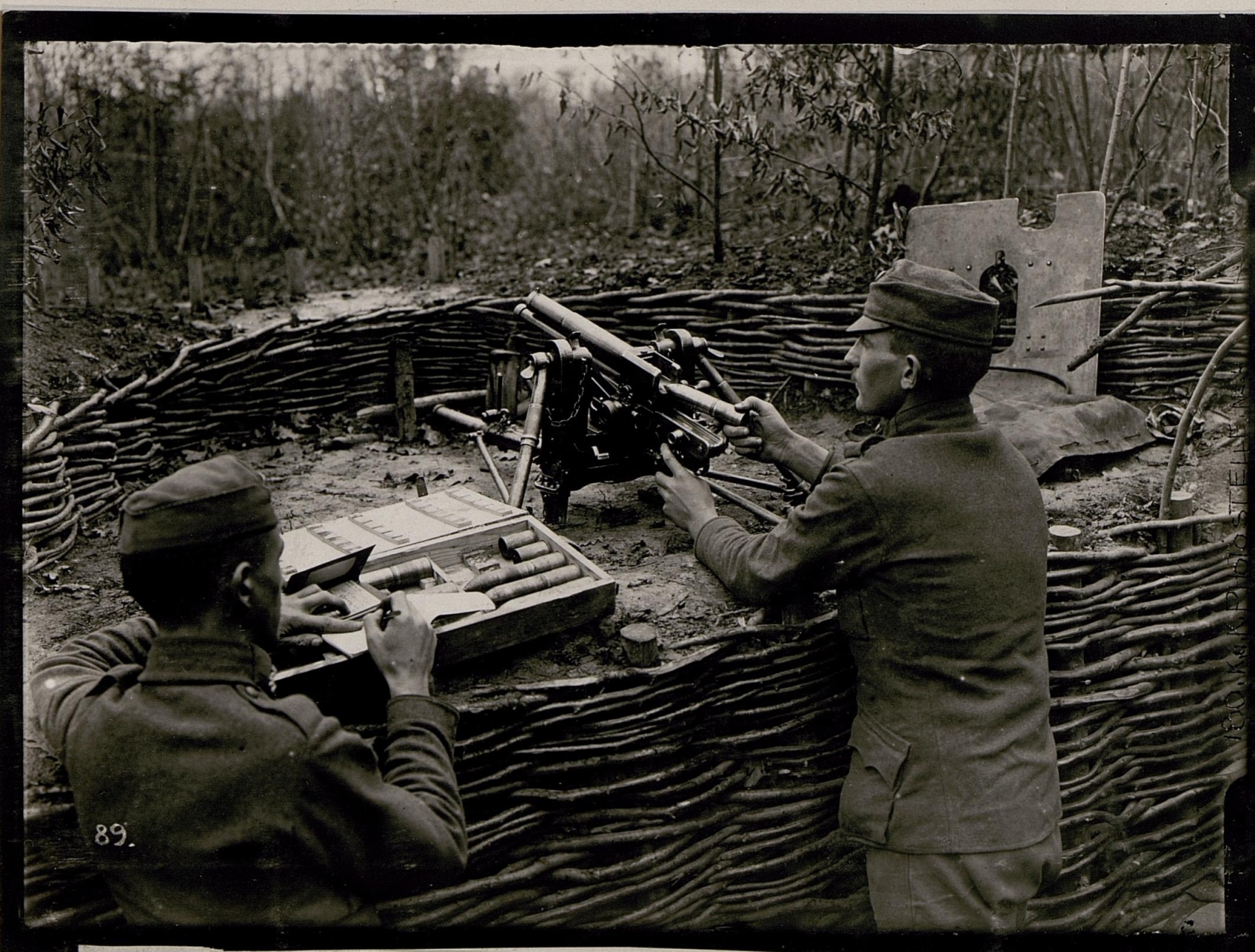
3,7-cm-Infanteriegeschütz M.15 mit nach vorn gedrehtem Rückstoßspaten

Das Gestell bestand aus einem Stahlrohr mit zwei verstellbaren Seitenbeinen und einem Mittelbein, welches mit einem Rückstoßspaten ausgestattet war. Dieses konnte entweder vor oder hinter dem Geschütz platziert werden, was die Einsatzmöglichkeiten deutlich erhöhten. Zusätzlich konnte das Gestell mit einem Schild aus Stahl ausgerüstet werden, um die Sicherheit der Mannschaft zu erhöhen. Für einen schnellen Transport konnte man zwei Räder an das Geschütz montieren. Um die Größe des Geschütztes verringern oder der Bodenbeschaffenheit anpassen zu können, konnte man die Beine des Gestells einklappen. Dadurch war auch der Transport durch eine Person, einem Lastentier oder zwei Hunden möglich.

## Einsatz
Die ersten Prototypen des 3,7-cm-Infanteriegeschütz M.15 wurden im November 1915 von österreich-ungarischen Truppen an der italienischen Front sehr erfolgreich eingesetzt. Dabei war es üblich, dass jedes Infanterie-Regiment zwei bewaffnete Züge mit dem Infanteriegeschütz führte. Da jedoch die benötige Anzahl fehlte, gab es nur einen Zug. Dabei bestand jeder Zug aus einem Offizier, zwei Unteroffizieren, 26 Soldaten, vier Kanonen, einem Karren und vier Tragtieren.
Auch wenn die Geschütze nach dem Ersten Weltkrieg als veraltet galten, wurden sie von der italienischen Armee noch 1940 im Zweiten Weltkrieg eingesetzt.

## Verbleib

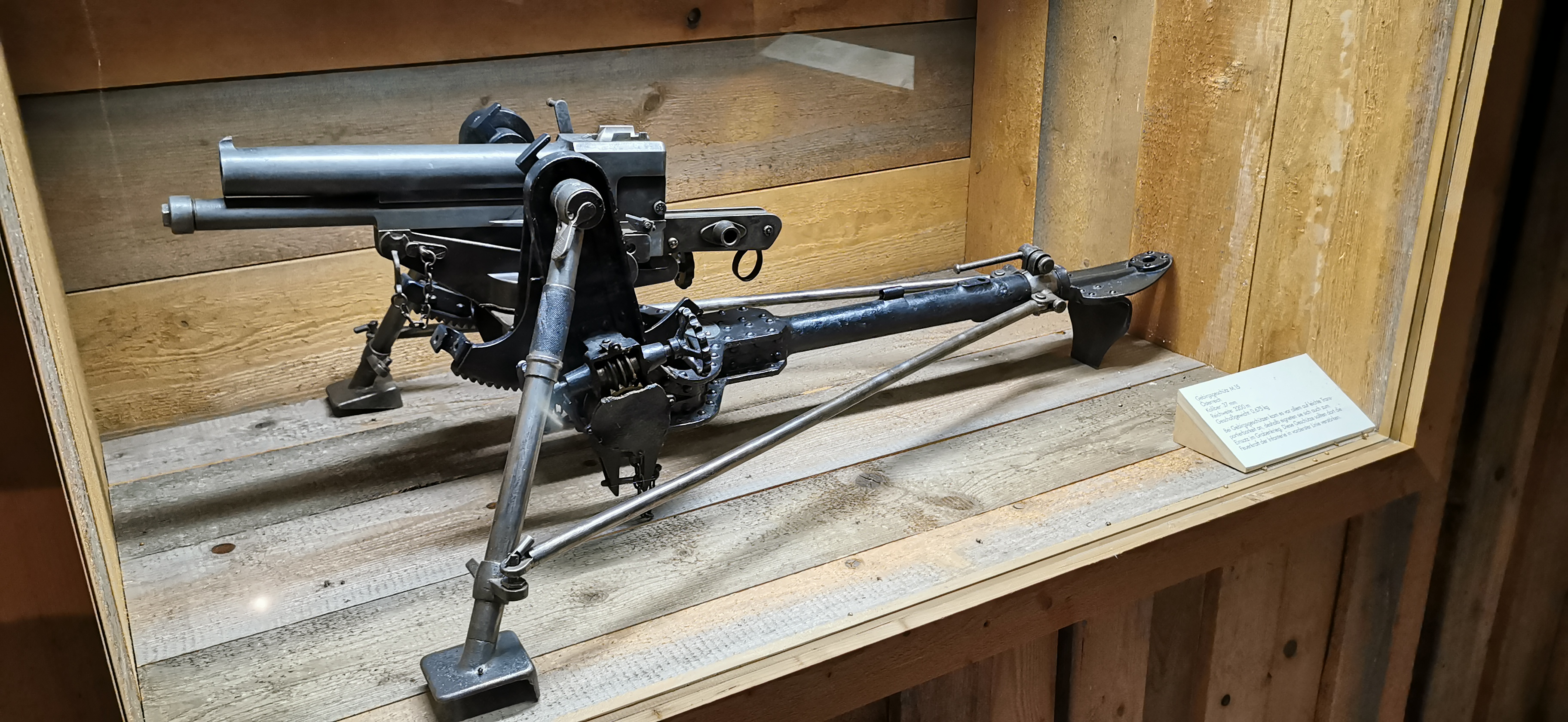
3,7-cm-Infanteriegeschütz M.15 im Bayerisches Armeemuseum

Einige wenige Geschütze überstanden den Krieg und die Zeit und sind heute in Museen ausgestellt. So befindet sich im Bayerischen Armeemuseum eines der Geschütze in einem verglasten Holzkasten. Ein zweites Geschütz kann man im Heeresgeschichtliches Museum in Wien betrachten. Ein drittes Geschütz steht in der Festung Hohensalzburg.